# Ампел
Ампе́л (грец. ἄμπελος) — юнак з давньогрецького сказання (міфу), з ім'ям якого пов'язана назва виноградної рослини — ампелос. 
Згідно з міфом, Ампел забрався на дерево в'яза і, зриваючи кетяги, що звисають з виноградних ліан, впав, розбившись на смерть. Діоніс помістив його душу на небо серед зірок. Виникла нова зірка отримала назву Віндеміатрікс (Виноградниця). Її можна легко знайти в сузір'ї Діви, вона відмічена на будь-якій карті зоряного неба. У деяких оповідях цю зірку називають Віндемітор (Складальник винограду), в інших — Зіркою виноградаря.
У Італії знайдена скульптурна група Діоніса і Ампела, де Ампел зображений зростаючим з виноградного куща. Вона зберігається в Британському музеї Лондона і є виготовленою в Римі копією грецької скульптури 3 століття до н. е., що не збереглася до наших днів. Грецький поет Нонн Панополітанський (5 століття н. е.) написав поему «Діонісіака», присвячену пригодам Діоніса. У ній розповідається про перетворення Ампела на виноградну лозу. Цей варіант міфу відноситься до грецьких оповідей 3 століття до н. е.